# Aleš Hemský
Aleš Hemský (ur. 13 sierpnia 1983 w Pardubicach) – czeski hokeista, reprezentant Czech, dwukrotny olimpijczyk.

## Kariera
- HC Pardubice (1999–2000)
- Hull Olympiques (2000–2002)
- Edmonton Oilers (2002–2004, 2005–2014)
  -  HC Pardubice (2004–2005, 2012)
- Ottawa Senators (2014)
- Dallas Stars (2014-2017)
- Montreal Canadiens (2017/2018)

Wychowanek HC Pardubice. Od 2002 zawodnik Edmonton Oilers. W lutym 2012 roku przedłużył kontrakt z klubem o dwa lata. Od września do grudnia 2012 roku na okres lokautu w sezonie NHL (2012/2013) związał się z macierzystym klubem HC Pardubice (wraz z nim w tym czasie w klubie grali inni Czesi z NHL: Jakub Kindl i David Krejčí). Od marca 2014 zawodnik Ottawa Senators. Od lipca 2014 zawodnik Dallas Stars związany trzyletnim kontraktem. Od lipca 2017 zawodnik Montreal Canadiens, związany rocznym kontraktem (wówczas zawodnikiem Dallas został dotychczasowy gracz Canadiens, Aleksandr Radułow). W maju 2020 ogłosił zakończenie kariery.
Uczestniczył w turniejach mistrzostw świata 2005, 2009, 2012, zimowych igrzysk olimpijskich 2006, Pucharu Świata 2016.

## Sukcesy i nagrody
Reprezentacyjne
- Złoty medal mistrzostw świata: 2005
- Brązowy medal igrzysk olimpijskich: 2006
- Brązowy medal mistrzostw świata: 2012

Klubowe
- Złoty medal mistrzostw Czech: 2005

Indywidualne
- QMJHL i CHL 2000/2001:
  - Mike Bossy Trophy - najlepiej zapowiadający się profesjonalista QMJHL
  - Skład gwiazd pierwszoroczniaków CHL
- Mistrzostwa świata juniorów do lat 20 w 2002:
  - Pierwsze miejsce w klasyfikacji asystentów turnieju: 6 asyst
- Ekstraliga czeska w hokeju na lodzie (2004/2005):
  - Pierwsze miejsce w klasyfikacji +/- w fazie play-off: +11
  - Pierwsze miejsce w klasyfikacji asystentów w fazie play-off: 10 asyst
  - Pierwsze miejsce w klasyfikacji kanadyjskiej w fazie play-off: 14 punktów
  - Najbardziej Wartościowy Zawodnik (MVP) w fazie play-off: +11
- NHL (2010/2011):
  - NHL All-Star Game (wybrany, nie wystąpił)
- Mistrzostwa Świata w Hokeju na Lodzie 2012/Elita:
  - Siódme miejsce w klasyfikacji strzelców turnieju: 5 goli (ex aequo)
  - Pierwsze miejsce w klasyfikacji zwycięskich goli: 2 gole (ex aequo)